# The City (film 1914)
The City è un cortometraggio muto del 1914 diretto da Raymond B. West.

## Produzione
Il film fu prodotto dalla Kay-Bee Pictures.

## Distribuzione
Distribuito dalla Mutual, il film - un cortometraggio in due rulli - uscì nelle sale cinematografiche statunitensi il 17 luglio 1914.